# Сенори
Сенори (итал. Sennori) је насеље у Италији у округу Сасари, региону Сардинија.
Према процени из 2011. у насељу је живело 6855 становника. Насеље се налази на надморској висини од 252 м.

## Становништво
Према резултатима пописа становништва 2011. у општини је живело 7.375 становника.
| 1931. | 1936. | 1951. | 1961. | 1971. | 1981. | 1991. | 2001. | 2011. |
| ----- | ----- | ----- | ----- | ----- | ----- | ----- | ----- | ----- |
| 4.240 | 4.527 | 5.188 | 5.578 | 6.190 | 6.896 | 7.252 | 7.365 | 7.375 |